# Xotox

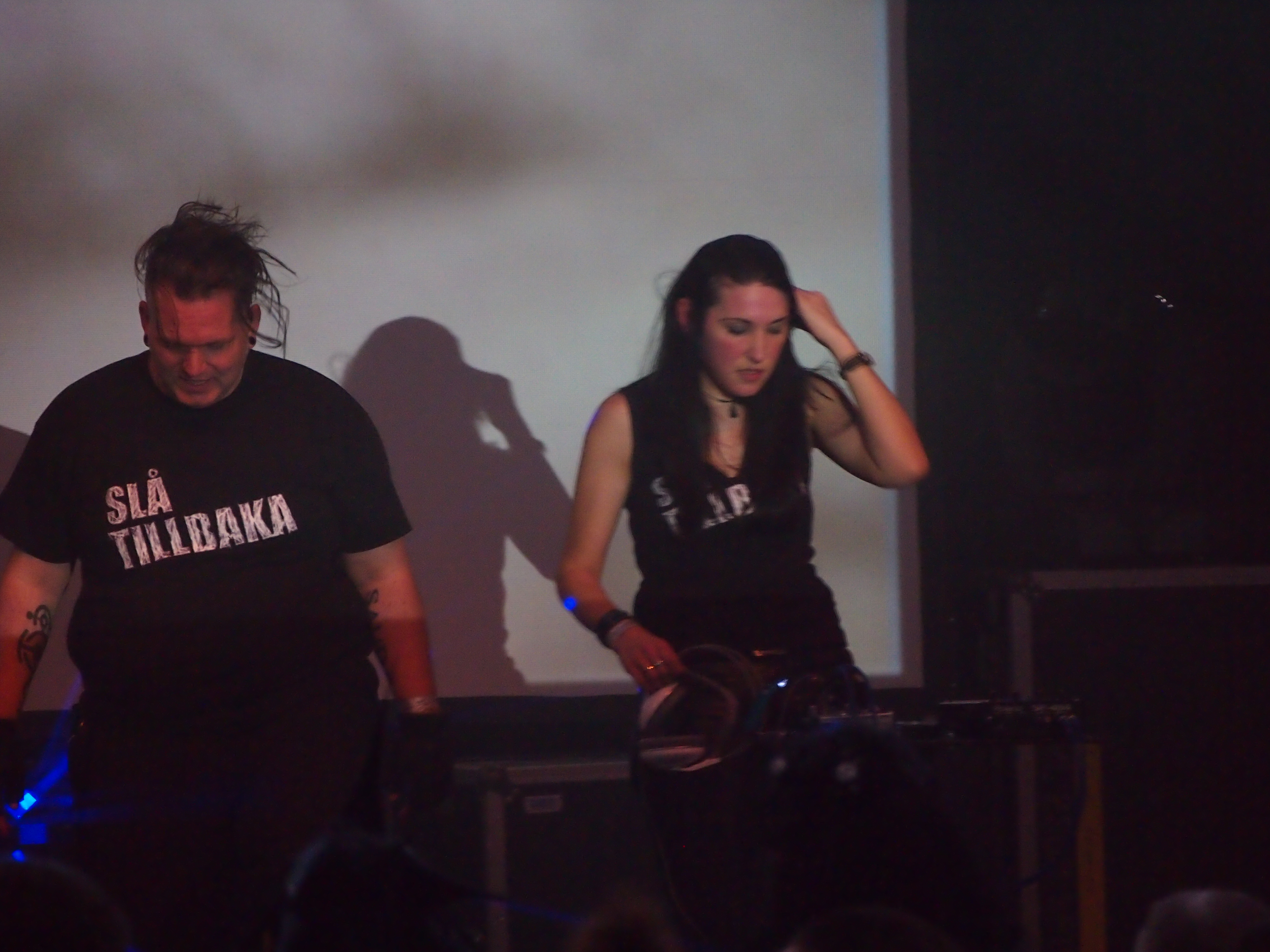
xotox auf dem E-Tropolis 2014 in Oberhausen

Xotox (Eigenschreibweise: XOTOX) ist ein Musikprojekt, das 1998 von Andreas Davids (* 1972) aus Paderborn gegründet wurde. Die Musik besteht vordergründig aus technoiden Beats, kurzen und einprägsamen Melodieläufen und eingestreuten Samples.

## Geschichte
Im Jahr 2003 wurde Xotox vom Plattenlabel Pronoize unter Vertrag genommen. Der auf dem Album Lichtlos enthaltene Track Eisenkiller entwickelte sich zu einem Clubhit. Das Album selbst gelangte als erstes Rhythm-’n’-Noise-Alben überhaupt an die Spitze der DAC (Deutsche Alternative Charts). Das im Juni 2005 veröffentlichte Album [PSI] erreichte den zweiten Platz in den DAC und behielt diese Position drei Wochen lang. 2006 veröffentlichte Xotox sein erstes Livealbum „Dokumentation 1: Ton“. In den zehn Morgen (2008) erreichte Platz 1 in den DAC und behielt diese Position 6 Wochen lang. Im Mai 2008 erschien mit Hyperactive – The Best Of ein exklusives Nordamerika-Release bei Vendetta Music, als offizielles Lizenzprodukt von Pronoize. 2009 erschien mit We are deaf eine Split-CD von Xotox und Detune-X als Jewelcase-Version und limitiertes Boxset mit Genehmigung von ProNoize auf dem italienischen Label Rustblade. Im März 2010 folgte Die Unruhe 2.0 als Re-Release des Originals aus dem Jahre 2004 mit allen Originaltiteln und zusätzlich 2 bisher unveröffentlichten Tracks. 2012 feierte Xotox zehn Jahre Eisenkiller mit einer eigens hierfür produzierten EP. Die EP war auf 1000 Stück limitiert, von denen 300 Stück zudem als spezielle Fan-Edition mit einer handnummerierten, handgeschlagen rostigen Metallplatte mit ausgelasertem Logo erschienen. 2013 erschien mit Schwanengesang das vierte offizielle Album auf ProNoize in zwei Formaten (Standard Jewel-Case-Version und limitierte Doppel-CD im Digipack).
Das Album erreichte erreicht Platz 6 in den DAC und Platz 12 in den EAC (European Alternative Charts).
Mit Redux von 2014 erfolgte erstmals eine Veröffentlichung auf Vinyl. Für dieses Add-on zum 2013er Album Schwanengesang wurden Remixe von Suicide Commando, Monolith, Kiew, Ambassador21, Mondträume, Sci-Fi Industries und Aehm angefertigt, außerdem enthält Redux noch das bisher unveröffentlichte Ritmo diabolico und das rare Guardian Angel. Dieses 12″ Vinyl ist weltweit auf 300 Stück limitiert, 100 Stück davon in rotem Vinyl. „Redux“ erreichte Platz 3 in den DAC. Im Jahr 2016 erschien mit Essentials eine Doppel-CD mit ausgewählten Songs der bisherigen Schaffensphase beim Label ProNoize und raren und bisher unveröffentlichten Tracks und Demoversionen, dazu einige neue Remixe.
2019 folgte mit Silent Shout eine EP mit neuen Songs und Remixen von Schwarzwald, Autoclav1.1, Defaults, Sci-Fi Industries, Loss und Nyppy. Das Album erreichte Platz 6 in den DAC. Im Juni 2019 erschien mit Paleodisco (Club-Edition) das erste, rein digitale Single-release von xotox. Neben einem Clubmix und einer technoiden Version des Titeltracks, befinden sich sowohl Remixes von Tonriss, Yura Yura, 16Pad Noise Terrorist, Denny Engler und Hirte Kalbalikum, als auch eine Zusammenarbeit mit Toys no more. Paleodisco erreichte Platz 13 in den DAC. Im November 2019 wechselte xotox zum Plattenlabel Infacted Recordings. UFO (31. Januar 2020) und Sorgenkind (17. April 2020) erschienen als digitale Single und als Vorboten zum neuen Album. Gestern, das Debütalbum auf Infacted Recordings, erschien am 8. Mai 2020. Die Doppel-CD enthält als Bonus die komplette (!) Single UFO, sowie zusätzliche, exklusive Remixe und Songs. Gestern erreichte Platz 3 in den DAC.
Die Alben Lichtlos, Die Unruhe, [PSI], In den zehn Morgen, Schwanengesang und Silent Shout wurden mit dem Zusatz „extended“ im Januar 2021 bei Infacted Recordings digital wiederveröffentlicht. Die „extended versions“ erhielten ein geändertes Artwork und enthalten teilweise exklusives Bonusmaterial: Lichtlos enthält die komplette Eisenkiller-EP und ein Livekonzert im Kassablanca, Jena aus dem Jahr 2001, Die Unruhe kommt mit sämtlichen Remixen und den Bonus-Tracks von Die Unruhe 2.0, [PSI] bietet die Bonus-CD und einen Livemitschnitt vom 2007er Konzert im Karnat in Lissabon. In den zehn Morgen enthält die Bonus-CD Early Recordings 1999–2002 und ein Konzert vom Kinetik-Festival in Montreal aus dem Jahr 2008. Schwanengesang kommt mit Bonus-CD und exklusiv dem bisher nur auf Vinyl erhältlichen Add-on Redux. Silent Shout bietet einen Mitschnitt aus dem Jahr 2019 im legendären Slimelight in London.
Das Live-Album Dokumentation I: Ton aus dem Jahr 2006 wurde ebenfalls, mit geändertem Artwork, von Infacted Recordings digital wiederveröffentlicht. Am 26. März 2021 erschien mit Forever eine neue EP als digitales Release auf Infacted Recordings.
Am 2. Juli 2021 erschien mit Ultima ein umfangreiches Best-Of inklusive Bonus-CD auf Infacted Recordings. Ultima I (Best of) und Ultima II (Bonusmaterial) erschienen als Ultima im Zweierset inklusive einer Postkarte und einem Sticker. Ultima ist auf 200 Stück limitiert und erreichte Platz 5 in den GEWC (German Electronic Webcharts).
Im März 2022 erschien eine Coverversion des Elektro-Klassikers Popcorn als digitale Single auf Infacted Recordings. Am 27. Mai 2022 erschien mit Leben und Sterben für Musik aus Strom eine digitale Single auf Infacted Recordings. Die Single erreichte Platz 14 in den GEWC (German Electronic Webcharts) und Platz 3 in den DAC (Deutsche Alternativecharts). Mit Erkenntnis erschien am 20. Januar 2023 eine weitere digitale Single auf Infacted Recordings. Erkenntnis erreichte Platz 13 in den GEWC (German Electronic Webcharts). Am 5. Mai 2023 erschien die digitale Single Die Strömung der Welt auf Infacted Recordings. „Die Strömung der Welt“ erreicht Platz 17 in den DAC.
Am 28. Juni 2023 erschien das Album Ich bin da/ich funktioniere als CD, Download und Stream bei Infacted Recordings. Das Album erreicht Platz 1 in den DAC (Deutsche Alternative Charts) und Platz 4 in den GEWC (German Electronic Webcharts).
Am 5. April 2024 erschien die Single Xotoxikologie als Download und Stream bei Infacted Recordings. Xotoxikologie schaffte den Sprung von den Bullets direkt auf die Spitzenposition der DAC (Deutsche Alternative Charts) und blieb die Höchstdauer von acht Wochen in den DAC. Am 19. Juli 2024 erschien die Single The Dark als Download und Stream bei Infacted Recordings. The Dark erreicht Platz 2 der DAC (Deutsche Alternative Charts) und blieb die Höchstdauer von 8 Wochen in den DAC. Am 1. November 2024 erschien die Single Niemandskind als Download und Stream bei Infacted Recordings. Niemandskind erreichte Platz 3 in den DAC und bleibt die Höchstdauer von 8 Wochen in den DAC.
Am 6. Juni 2025 erschien das Album Partikel als CD, Download und Stream bei Infacted Recordings. Partikel erreicht Platz 1 in den DAC (Deutsche Alternative Charts).

## Diskografie
Eigenproduktion
- 1999: Stückgut
- 1999: AntiArt (mit Zweitschulder)
- 1999: Dönoptic (mit Sterbende Welt)
- 1999: Sünde (mit Hagbard Celine)
- 1999: Epos
- 2000: Monolith
- 2000: Der Suizidberater (Remixalbum)
- 2000: Die Prophezeiung
- 2000: You Are Too Late! (Why Can’t We Ever Be In Time?!!?) (mit Hagbard Celine)
- 2000: Disinhibition
- 2000: Live in Wiesbaden
- 2001: Normalzustand: Angst
- 2001: Rhythm of Fear (Live in Jena)
- 2001: Live in Höxter
- 2001: Implantat
- 2001: A Scottish legend
- 2001: Come Closer
- 2002: Split (mit Tremor)
- 2002: Silberfieber
- 2002: Indre Stilhed – The Silent Side of Xotox" (auf 200 Stück limitierte CD-R)
- 2002: Animals
- 2002: Nothing (EP)
- 2003: Zu hart für’s Sauerland (mit Industriepalast)
- 2003: Industrielle Zertrümmerung eines Schädels (limitierte 3'' CD-R, mit Tscheljabinsk65)
- Außerdem erschien 2001 das Album „re<attack (Xotox is remixed by LoD)“, das jedoch kein offizielles Xotox-Album ist.

Veröffentlichungen in Zusammenarbeit mit Pronoize
- 2003: Lichtlos (CD)
- 2004: Die Unruhe (CD - Limited Edition)
- 2005: [PSI] (CD und limited 2CDs, incl. Remix-CD)
- 2006: Dokumentation 1: Ton (CD - limitiert auf 1000 Stück)
- 2008: In den zehn Morgen (CD und limited Box-Set, incl. Bonus-CD „Early Recordings 1999–2002“, limitiert auf 1000 Stück)
- 2008: Hyperactive – The Best Of (CD - exklusives Nordamerika-Release)
- 2009: We are deaf (CD - Split-Album mit Detune-X; limitiert auf 799 Stück und als Box-Set limitiert auf 199 Stück)
- 2010: Die Unruhe 2.0 (CD)
- 2012: Eisenkiller (CD - limitierte EP zum 10-jährigen Jubiläum des Clubhits „Eisenkiller“, 300 Stück als „Fan-Edition“ mit Bandlogo aus Metall)
- 2013: Schwanengesang (CD und limited 2CDs, incl. Remix-CD)
- 2014: Redux (12″ Vinyl limitiert auf 300 Exemplare, davon 100 in rotem Vinyl)
- 2016: Essentials (Best of, limited 2CDs)
- 2019: Silent Shout (CD)
- 2019: Paleodisco (Club-Edition - digitale Single)

Veröffentlichungen in Zusammenarbeit mit Infacted Recordings
- 2020: Ufo (digitale Single)
- 2020: Sorgenkind (digitale Single)
- 2020: Gestern (2CD)
- 2021: Lichtlos (extended) – Rerelease, digital
- 2021: Die Unruhe (extended) – Rerelease, digital
- 2021: [PSI] (extended) – Rerelease, digital
- 2021: In den zehn Morgen (extended) – Rerelease, digital
- 2021: Schwanengesang (extended) – Rerelease, digital
- 2021: Silent Shout (extended) – Rerelease, digital
- 2021: Dokumentation I: Ton – Rerelease, digital
- 2021: Forever (digitale EP)
- 2021: Ultima (2CD - Ultima I und Ultima II)
- 2022: Popcorn (digitale Single)
- 2022: Leben und Sterben für Musik aus Strom (digitale Single)
- 2023: Erkenntnis (digitale Single)
- 2023: Die Strömung der Welt (digitale Single)
- 2023: Ich bin da/ich funktioniere (CD)
- 2024: Xotoxikologie (digitale Single)
- 2024 The Dark (digitale Single)
- 2024 Niemandskind (digitale Single)
- 2025 Partikel (CD)

## Belege
1. ↑  CD-Rezension.
2. ↑  xotox Homepage